# Etelredo di Scozia
Etelredo di Scozia, in gaelico scozzese Edelret mac Maíl Coluim, in anglosassone Æthelred Margotsson (... – Dunfermline, 1093), è stato un nobile e abate scozzese.

## Famiglia
Era figlio di Malcolm III di Scozia e di sua moglie Margherita del Wessex; dovette il proprio nome al trisavolo materno, re Etelredo II d'Inghilterra. Etelredo aveva quattro fratelli che avrebbero regnato come sovrani di Scozia: suo fratellastro maggiore era Duncan II (figlio della prima moglie di Malcolm III, Ingibiorg Finnsdottir), il quale regnò dal maggio al novembre 1094; dei suoi fratelli minori invece Edgar regnò dal 1097 al 1107, Alessandro I dal 1107 al 1124 e Davide I (che perpetuò la dinastia dei Dunkeld) dal 1124 al 1153. Un altro fratello, Edoardo, morì insieme a suo padre nella battaglia di Alnwick nel 1093, mentre un ultimo fratello, Edmondo, divenne monaco dopo essersi compromesso con lo zio Donalbane.

## Titoli e possedimenti

### Abate di Dunkeld
Sebbene possedesse il titolo di abate di Dunkeld, non è necessariamente detto che Etelredo fosse un religioso. A causa dello stato di decadenza del cristianesimo celtico era comune in quel periodo che le abbazie fossero amministrate da laici, i quali incameravano le entrate e nominavano ecclesiastici per svolgere i riti religiosi. Quest'ipotesi è avvalorata anche dall'esperienza del nonno di Etelredo, Crinán di Dunkeld, anch'egli abate laico del medesimo territorio.

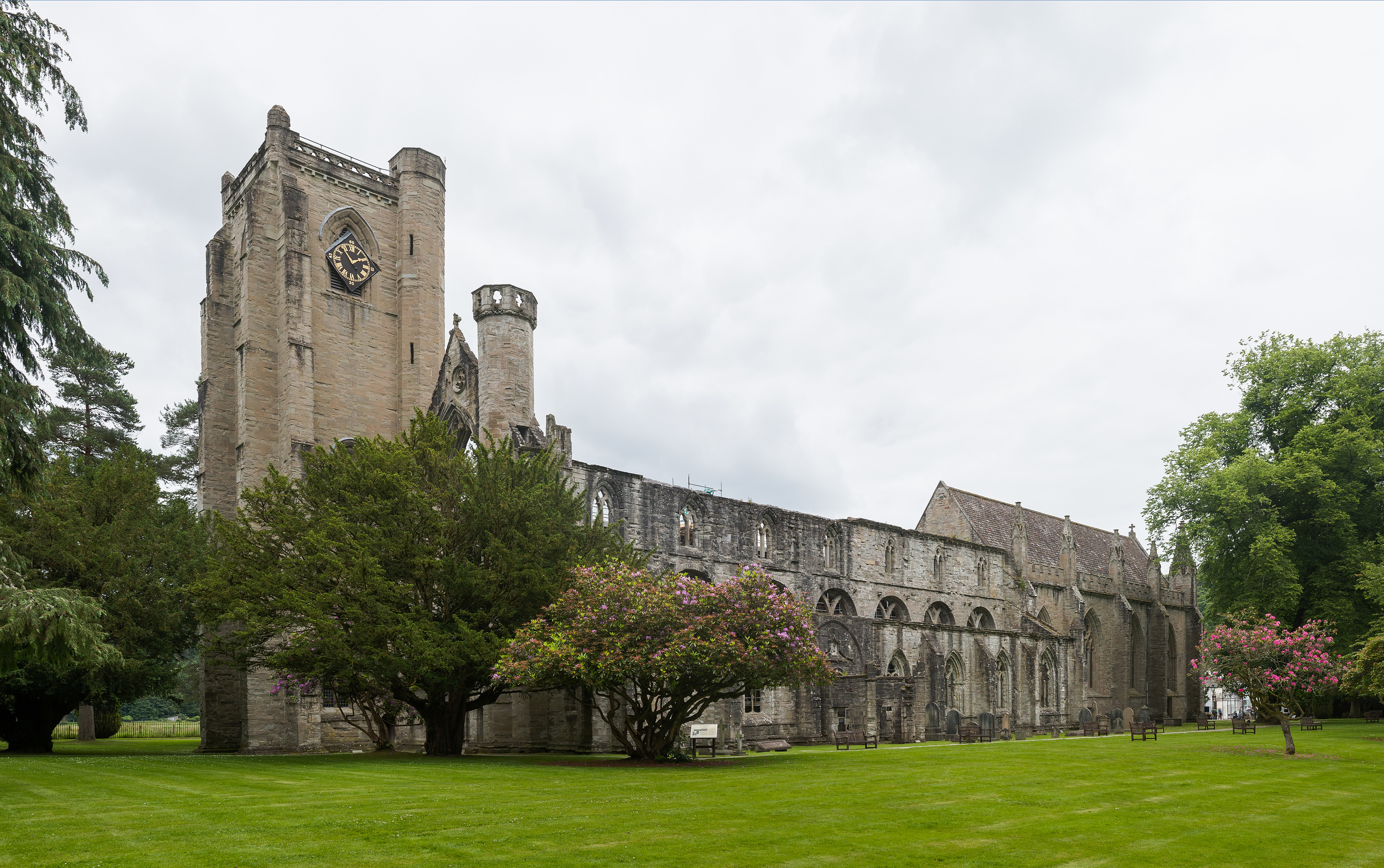
La cattedrale di Dunkeld, ormai in rovina.

Insieme alla nomina ad abate laico di Dunkeld, ad Etelredo furono concessi vasti territori che si estendevano su entrambi i lati del Firth of Forth. Fece comunque grandi donazioni alla Chiesa, come ad esempio le terre di Ardmore date agli eremiti culdei "con ogni libertà, e senza alcuna esazione o richiesta qualsiasi da vescovi, re o conti", oppure ancora fondando la chiesa di Hales e donandola con le terre circostanti all'abbazia di Dunfermline.

### Conte di Fife
Alcuni attribuiscono ad Etelredo anche il titolo di mormaer (conte) di Fife, e se fosse vero sarebbe uno dei primi conti britannici storicamente registrati, in un'epoca in cui "conte" era la massima carica politica dopo quella regia. Sarebbe inoltre stato l'unico dei suoi fratelli a detenere delle cariche mentre il padre era ancora in vita, il che sarebbe indicativo della sua influenza.
L'effettiva autorità del principe è tuttavia incerta. L'errore deriverebbe dalla traduzione latina sbagliata di una concessione fatta ai monaci culdei di Loch Leven, poi incorporata nel registro del priorato di St. Andrews. La concessione, datata tra il 1093 e il 1107, inizia con le parole: "Edelradus vir venerandae memoriae filius Malcolmi Regis Scotiae, Abbas de Dunkeldense et insuper Comes de Fyf" ("Etelredo uomo di venerabile memoria figlio di re Malcolm di Scozia, abate della regione di Dunkeld e anche mormaer/conte di Fife"). È stato teorizzato che l'espressione "comes de fyfe" non si riferisca al titolo di conte, ma all'area in cui erano situate le terre, e la confusione deriverebbe da un lapsus del monaco che lavorava al manoscritto.
Potrebbe comunque esserci una spiegazione diversa. Vengono infatti citati un certo numero di testimoni nella concessione, tra i quali i fratelli di Etelredo e futuri re di Scozia Alessandro e Davide, nonché un'altra persona identificata come Constantinus Comes de Fyf (Costantino, conte di Fife). Sembrerebbe quindi che Costantino, non Etelredo, fosse conte di Fife in quel periodo. L'errore deriverebbe anche qui dallo sbaglio dell'amanuense, tratto in inganno da ambiguità grammaticali della lingua gaelica scozzese, il quale avrebbe quindi omesso il nome di Costantino lasciando solo quello di Etelredo.
Un'ulteriore ipotesi per spiegare la contemporaneità di Etelredo e Costantino asserisce che fossero sì entrambi conti, ma di parti diverse del territorio di Fife.

## Morte e sepoltura
Non molto è noto della vita di Etelredo, ma pare che nel 1093 fosse con sua madre Margherita al castello di Edimburgo. Poco dopo aver appreso la notizia della morte di suo marito Malcolm III e del figlio Edoardo alla battaglia di Alnwick, la regina morì. Dopo la sua morte e durante l'usurpazione dello zio Donald III, Etelredo riuscì a fuggire dal castello conducendo con sé il corpo senza vita della madre, approfittando di un banco di nebbia. Arrivò a Dunfermline ma vi morì poco dopo, venendo sepolto assieme ai genitori e al fratello Edoardo.

## Ascendenza
|                       |                          |                           | Genitori             |  |  | Nonni |  |  | Bisnonni          |  |  | Trisnonni |  |
|                       |                          |                           |                      |  |  |       |  |  | Crinán di Dunkeld |  |  | …         |  |
|                       |                          |                           |                      |  |  |       |  |  | Crinán di Dunkeld |  |  | …         |  |
|                       |                          | …                         |                      |  |  |       |  |  | Crinán di Dunkeld |  |  |           |  |
| Duncan I di Scozia    |                          |                           |                      |  |  |       |  |  | Crinán di Dunkeld |  |  |           |  |
|                       |                          | Bethóc di Scozia          | Malcolm II di Scozia |  |  |       |  |  |                   |  |  |           |  |
|                       |                          | Bethóc di Scozia          | Malcolm II di Scozia |  |  |       |  |  |                   |  |  |           |  |
|                       |                          | Bethóc di Scozia          | …                    |  |  |       |  |  |                   |  |  |           |  |
| Malcolm III di Scozia |                          | Bethóc di Scozia          |                      |  |  |       |  |  |                   |  |  |           |  |
|                       |                          | …                         | …                    |  |  |       |  |  |                   |  |  |           |  |
|                       |                          | …                         | …                    |  |  |       |  |  |                   |  |  |           |  |
|                       |                          | …                         | …                    |  |  |       |  |  |                   |  |  |           |  |
| Suthen                |                          | …                         |                      |  |  |       |  |  |                   |  |  |           |  |
|                       |                          | …                         | …                    |  |  |       |  |  |                   |  |  |           |  |
|                       |                          | …                         | …                    |  |  |       |  |  |                   |  |  |           |  |
|                       |                          | …                         | …                    |  |  |       |  |  |                   |  |  |           |  |
| Etelredo di Scozia    |                          | …                         |                      |  |  |       |  |  |                   |  |  |           |  |
|                       | Edmondo II d'Inghilterra | Etelredo II d'Inghilterra |                      |  |  |       |  |  |                   |  |  |           |  |
|                       | Edmondo II d'Inghilterra | Etelredo II d'Inghilterra |                      |  |  |       |  |  |                   |  |  |           |  |
|                       | Edmondo II d'Inghilterra | Aelfgifu di York          |                      |  |  |       |  |  |                   |  |  |           |  |
| Edoardo l'esiliato    | Edmondo II d'Inghilterra |                           |                      |  |  |       |  |  |                   |  |  |           |  |
|                       |                          | Ealdgyth                  | …                    |  |  |       |  |  |                   |  |  |           |  |
|                       |                          | Ealdgyth                  | …                    |  |  |       |  |  |                   |  |  |           |  |
|                       |                          | Ealdgyth                  | …                    |  |  |       |  |  |                   |  |  |           |  |
| Margherita di Scozia  |                          | Ealdgyth                  |                      |  |  |       |  |  |                   |  |  |           |  |
|                       |                          | …                         | …                    |  |  |       |  |  |                   |  |  |           |  |
|                       |                          | …                         | …                    |  |  |       |  |  |                   |  |  |           |  |
|                       |                          | …                         | …                    |  |  |       |  |  |                   |  |  |           |  |
| Agata di Kiev         |                          | …                         |                      |  |  |       |  |  |                   |  |  |           |  |
|                       |                          | …                         | …                    |  |  |       |  |  |                   |  |  |           |  |
|                       |                          | …                         | …                    |  |  |       |  |  |                   |  |  |           |  |
|                       |                          | …                         | …                    |  |  |       |  |  |                   |  |  |           |  |
|                       |                          | …                         |                      |  |  |       |  |  |                   |  |  |           |  |